# Nataša Kandić
Nataša Kandić (srp.: Наташа Кандић; Kragujevac, 16. prosinca 1946.), srbijanska sociologinja i borkinja za ljudska prava, trenutačna koordinatorica REKOM mreže pomirenja.

## Životopis
Nataša Kandić je bivša izvršna direktorica Fonda za humanitarno pravo iz Beograda do 2012. koji je osnovala 1992. godine. To je nevladina organizacije koja istražuje ubojstva, mučenja, logore i nestanke ljudi tijekom sukoba na području bivše Jugoslavije. Zbog prikupljanja i objavljivanja materijala o ratnim zločinima, Nataša Kandić postaje nepopularna među pripadnicima i simpatizerima režima tadašnjih vlastodržaca, a sličan status ima i kod aktualnih vlasti u Beogradu. Većina desničarskih političkih organizacija u Srbiji je optužuje za antisrpsku politiku.
Nataša Kandić je isposlovala da se na televiziji emitiraju snimci egzekucije nenaoružanih bošnjačkih zarobljenika iz Srebrenice. Godine 2008. bila je počasni gost na sjednici Skupštine Kosova kada je proglašena neovisnost od Srbije.
Godine 2005. je bila jedan od inicijatora osnivanja Inicijative za REKOM 2006., Koalicije za REKOM 2008. i REKOM mreže pomirenja 2019. godine. U REKOM mreži pomirenja je danas koordinatorica i javna zagovaračica REKOM-a u Srbiji.

## Nagrade
Nataša Kandić je dobitnica i sljedećih nagrada:
- Human Rights Watch Award (1993.)
- US and EU Democracy and Civil Society Award (1998.)
- Martin Ennals Award (1999.)
- Lawyers’ Committee for Human Rights Award (1999.)
- NED Democracy Award 2000 (s Vetonom Surroijem) (2000.)
- Geuzenpenning 2000 Award (s Vetonom Surroijem) (2000.)
- Nagrada Roger E. Joseph koju dodjeljuje Hebrew Union College – Jewish Institute of Religion (2000.)
- Nagrada Alexander Langer  (2000.)
- Civil Courage koju dodjeljuje Northcote Parkinson Fund (2000.)
- Homo Homini koju dodijeljuje People in Need Foundation (2004.)
- Nagrada Civil Rights Defender of the Year  (2013.)
- Međunarodna nagrada Hrant Dink (2013.)
- Nagrada Zlatna mapa Kosova koju dodjeljuje Republika Kosovo (2018.)[4]

Sveučilište u Valensiji dodijelio je Nataši Kandić 31. svibnja 2001. godine naslov počasnog doktora u znak priznanja za njen dugogodišnji i istrajni rad u oblasti zaštite ljudskih prava i humanitarne aktivnosti. U 2002. godini Nataša Kandić je dobila nagradu Odbora za ljudska prava iz Leskovca, a povodom dana općine Tutin, 28. svibnja 2003. godine Plaketu općine za desetogodišnji rad na zaštiti ljudskih prava u Sandžaku. Nataša Kandić je na listi 36 europskih heroja 2003. godine, koju je sačinio časopis Time, a iste godine dodijeljena joj je CEELI nagrada Američke udruge pravnika. Postala je počasna građanka Sarajeva 29. rujna 2005. godine zbog njenog zalaganja da se kazne svi oni koji su izvršili grozni genocid u Srebrenici.
Od predsjednika Hrvatske Stjepana Mesića dobila je orden "Danice Hrvatske" zbog njenih zasluga u uspostavljanju kontakata između Srbije i Hrvatske i uspjeha u pravnom rješavanju posljedica rata.
Godine 2018. nominirana je za Nobelovu nagradu za mir.

## Vanjske poveznice
- Nataša Kandić